# Almroth Wright
Almroth Edward Wright, född 10 augusti 1861 i Middleton Tyas, Yorkshire, död 30 april 1947 i Farnham Common, Buckinghamshire, var en engelsk patolog. Han var dotterson till Nils Wilhelm Almroth.
Wright var först professor i Cambridge och Sydney, 1892–1902 professor i patologi vid den brittiska militärläkarskolan i Netley och därefter professor i experimentell patologi i London. Han deltog 1898–99 i den indiska pestkommissionen och var under första världskriget konsulent för den brittiska armén i Frankrike.
Wright, som främst gjorde sig känd för sina serumstudier, adlades 1906 och tilldelades Buchananmedaljen 1917.
En av Almroth Wrights underlydande och sedermera efterträdare var Alexander Fleming, om vilken han, liksom om Louis Pasteur, ofta påpekade att de inte lyckats med sina forskningsprojekt, utan istället av en slump funnit något helt annat; den förstnämnde sökte bot mot tyfus och fann penicillinet, som inte är verksamt mot tyfus och den andre sökte en metod att få stopp på förorenande jäsning i öl och fann mikrobiologin, men inget stopp på öljäsningsföroreningen.
Wright var en uttalad motståndare till kvinnlig rösträtt och att kvinnor skulle tillåtas yrkesarbeta. Orsaken angav han vara att kvinnornas hjärnor var medfött olika männens och inte utformade för att hantera samhällsfrågor. Han gav därför år 1913 ut en stridsskrift mot kvinnorösträtten, The unexpurgated case against woman suffrage.